# Мост Кошут
Мост Кошут је био мост који је стајао преко реке Дунав у Будимпешти од 15. јануара 1946. до 1960. године. 
Након што је совјетска Црвена армија почетком 1945. заузела Будимпешту, открили су да је свих пет мостова града разнесено повлачењем немачких трупа. (Арпад мост није био уништен, био је само незавршен, у изградњи). Убрзо је постављен понтонски мост у војне логистичке сврхе, али његов капацитет се показао недовољним и присуство плутајућих ледених блокова зими на Дунаву чинило је немогућим одржавање сталне везе преко реке ширине 290 метара са плутајућим мостом. 
Донета је одлука да се мост изгради у рекордном року. Означена је локација првог „полу сталног“ моста тамо где олупине некадашњих мостова нису ометале изградњу. Потпуно уништење индустрије и недостатак сировина у Мађарској захтевали су уништавање неколико десетина нафтних бушотина у нафтним пољима округа Зала за изградњу овог објекта. Челични цевоводи су извлачени из дубине и коришћени су као главни носачи моста. Прича се да је у конструкцију уграђен челик из напуштених и уништених тенкова из Другог светског рата. Због ограниченог рока и дизајнерских ограничења која су диктирали доступни нестандардни материјали, мост је изграђен са бројним бетонским стубовима, са малим отворима ширине 30 и 40 метара између њих. Пројект изградње спровеле су совјетске војне инжењерске трупе, са око 15 смртних случајева услед журбе и тешких услова рада. Дизајнерање су водили инжењери Хилверт Елек и Ендре Мистет. Главни надзорник, главни шеф пројекта био је Сечи, Кароли. Челичну конструкцију произвели су Вајс Манфред Рт. и Гиори Вагонгиар. Совјетска војска изградила је три војна привремена моста: мост Манци који пролази преко острва Маргарет, један на тргу Гелерт и привремени железнички мост у близини јужног железничког моста.
Стална веза, саграђена десно код јужног угла зграде Парламента у Будимпешти, често се називала „везом живота“, посебно у левичарској штампи. Заиста, шест месеци – до 20. августа 1946 – била је једина веза две половине града, Будима и Пеште. Мост Кошут  отворен за јавност 1946. године, повезао је Batthyány трг у Будиму и Кошутов трг у Пешти. Мост завршен за само седам месеци постао је симбол ренесансе уништеног града. Званично отворен као "мост Лајош Кошут", име је добио по патриотском вођи мађарске револуције 1848–49. 
Због своје брзе конструкције, мост Кошут је имао неколико ограничења у употреби. Коришћен је углавном за прелаз пешака. Тежи камиони би могли прећи при 20 км/час и то само у једном правцу. Током заседања парламента, понекад је био затворен због буке и безбедности. На мосту се одвијао и аутобуски и камионски саобраћај, о чему сведоче бројне фотографије и филмски записи. 
У три године после Другог светског рата сви срушени мостови преко Дунава су обновљени, осим моста Елизабет, што је олакшало саобраћајну ситуацију. Мост Кошут је постепено постао проблем због одржавања и његови мали распони представљали су препреку за пловидбу на реци Дунав. Коначно је затворен 1957, а демонтиран 1960, и није замењен. Данас само две плоче постављене на обе обале реке подсећају посетиоце на некадашњу локацију моста. Натпис на плочи гласи: "На овом месту је стајао мост Кошут. Јуначки и пожртвовни рад наших радника изградио је за осам месеци мост као привремену замену, за све мостове који су фашисти бесмислено уништили." Сматра се да ће нови мост бити постављен на истом месту око 2020. године у оквиру дугорочног програма модернизације Будимпеште.